# Shamokin Township
Shamokin Township ist eine Township im Northumberland County in Pennsylvania, Vereinigte Staaten. Das U.S. Census Bureau hat bei der Volkszählung 2020 eine Einwohnerzahl von 2.373 ermittelt.
Die City of Shamokin liegt nicht innerhalb der Grenzen der Shamokin Township, sondern innerhalb der Coal Township, die südlich der Shamokin Township liegt.

## Geographie

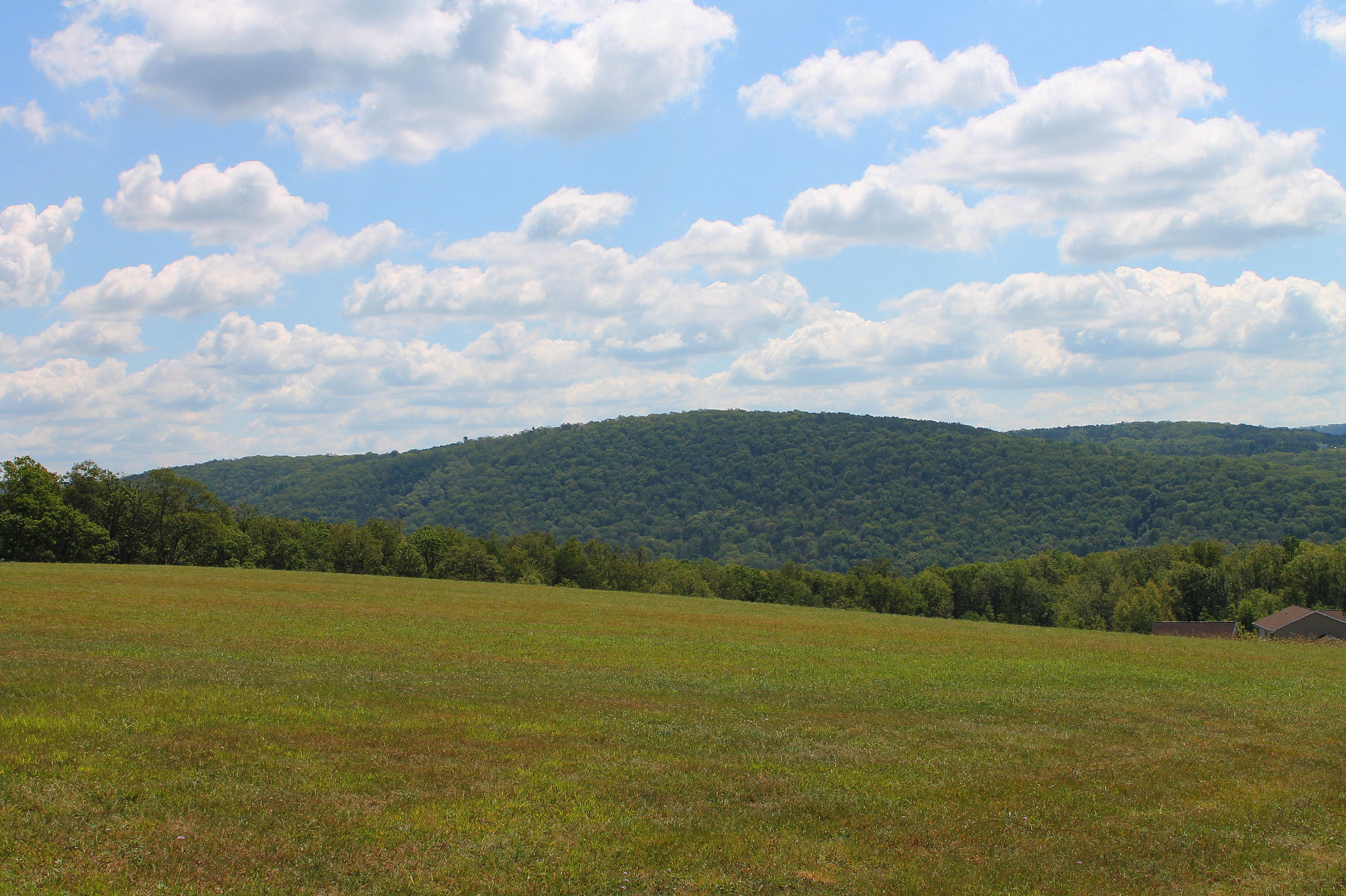
Landschaft in der Shamokin Township

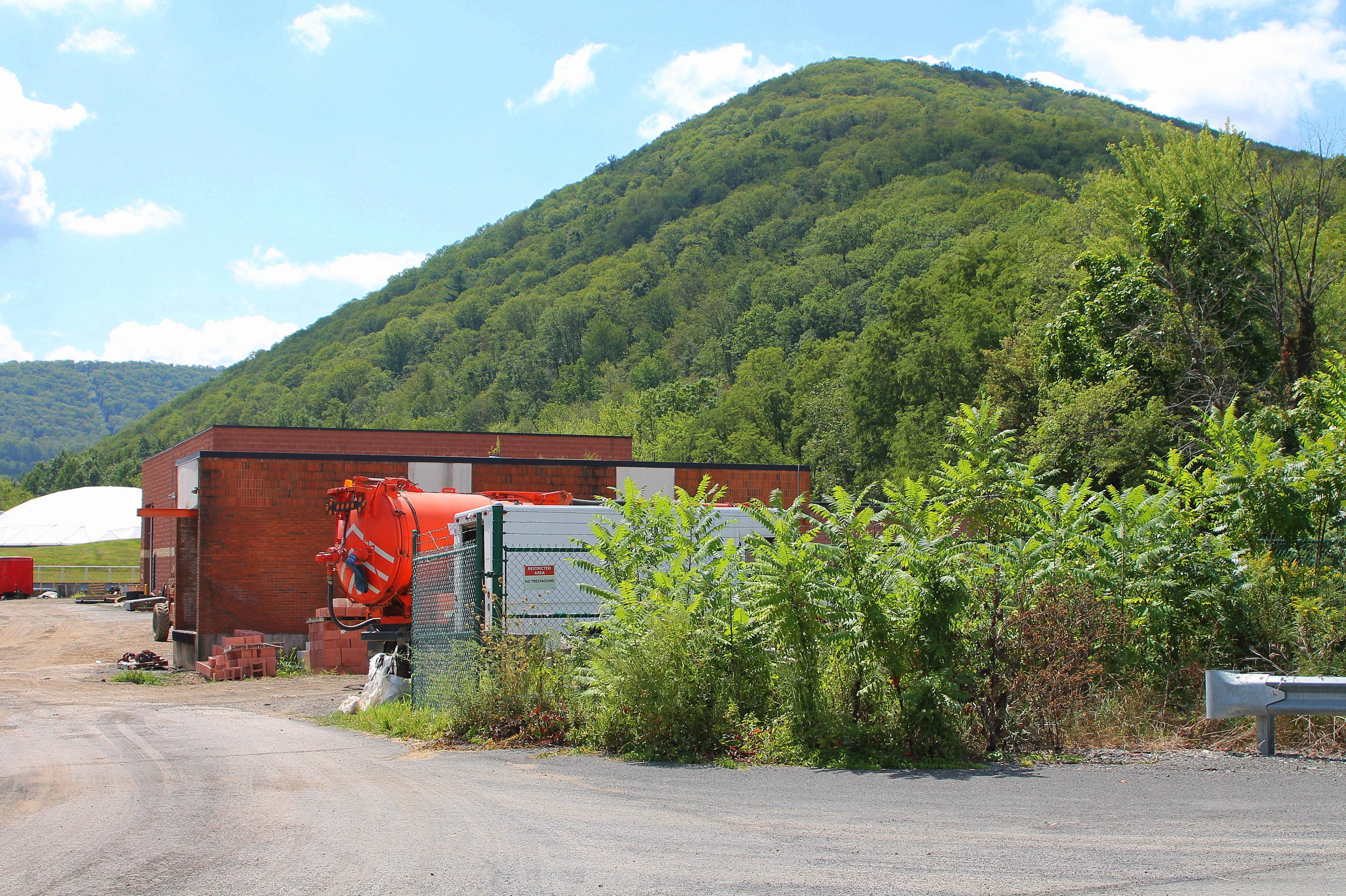
Bergrücken in der Shamokin Township

Nach den Angaben des United States Census Bureaus hat die Township  eine Gesamtfläche von 80,7 km², wovon 80,4 km² auf Land und 0,3 km² (= 0,32 %) auf Gewässer entfallen.
Natürliche Grenzen der Township sind im Süden der Little Mountain, im Osten der Shamokin Creek, in dessen Einzugsgebiet die Township vollständig liegt und im Norden eine unbenannte Hügelkette mit dem Shamokin Hill an der nordöstlichen Ecke der Township. Das Irish Valley wird von Bennys Run durchflossen; er und der Lick Creek sind die beiden benamten Zuflüsse des Shamokin Creek in der Shamokin Township. Sie sind beide orographisch linke Nebenflüsse.
Administrativ grenzt die Shamokin Township im Norden an die Rush Township, im Osten an die Ralpho Township, im Süden an die Coal Township und die Zerbe Township, im Westen an die Rockefeller Township und nördlich der Pennsylvania Route 61 auf weniger als 200 m Länge an die Upper Augusta Township. Im Nordwesten liegt außerdem Snydertown.
Entlang der Route 61 liegen von Westen nach Osten die Straßendörfer Stonington, Mayfair und Meadowview, dann biegt die Straße in das Tal des Shamokin Creek ein und führt nach Süden. Im Tal des Shamokin Creek liegen oberhalb des nicht zur Township gehörenden Boroughs Snydertown die Weiler Deibler und Reed. Der Weiler Millers Crossroads liegt im Nordwesten der Township.

## Demographie
Zum Zeitpunkt des United States Census 2000 bewohnten Shamokin Township 2159 Personen. Die Bevölkerungsdichte betrug 26,9 Personen pro km². Es gab 906 Wohneinheiten, durchschnittlich 11,3 pro km². Die Bevölkerung in Shamokin Township bestand zu 99,35 % aus Weißen, 0,19 % Schwarzen oder African American, 0 % Native American, 0,19 % Asian, 0 % Pacific Islander, 0,19 % gaben an, anderen Rassen anzugehören und 0,09 % nannten zwei oder mehr Rassen. 0,23 % der Bevölkerung erklärten, Hispanos oder Latinos jeglicher Rasse zu sein.
Die Bewohner Shamokin Townships verteilten sich auf 851 Haushalte, von denen in 30,2 % Kinder unter 18 Jahren lebten. 65,7 % der Haushalte stellten Verheiratete, 6,1 % hatten einen weiblichen Haushaltsvorstand ohne Ehemann und 24,0 % bildeten keine Familien. 20,7 % der Haushalte bestanden aus Einzelpersonen und in 10,7 % aller Haushalte lebte jemand im Alter von 65 Jahren oder mehr alleine. Die durchschnittliche Haushaltsgröße betrug 2,54 und die durchschnittliche Familiengröße 2,93 Personen.
Die Bevölkerung verteilte sich auf 21,9 % Minderjährige, 6,7 % 18–24-Jährige, 29,5 % 25–44-Jährige, 27,6 % 45–64-Jährige und 14,4 % im Alter von 65 Jahren oder mehr. Der Median des Alters betrug 40 Jahre. Auf jeweils 100 Frauen entfielen 103,1 Männer. Bei den über 18-Jährigen entfielen auf 100 Frauen 100,5 Männer.
Das mittlere Haushaltseinkommen in Shamokin Township betrug 39.625 US-Dollar und das mittlere Familieneinkommen erreichte die Höhe von 45.357 US-Dollar. Das Durchschnittseinkommen der Männer betrug 32.326 US-Dollar, gegenüber 25.560 US-Dollar bei den Frauen. Das Pro-Kopf-Einkommen belief sich auf 18.258 US-Dollar. 6,3 % der Bevölkerung und 5,2 % der Familien hatten ein Einkommen unterhalb der Armutsgrenze, davon waren 8,1 % der Minderjährigen und 10,2 % der Altersgruppe 65 Jahre und mehr betroffen.